# Camponotus capito
Camponotus capito är en myrart som beskrevs av Mayr 1876. Camponotus capito ingår i släktet hästmyror, och familjen myror. Inga underarter finns listade.

## Bildgalleri

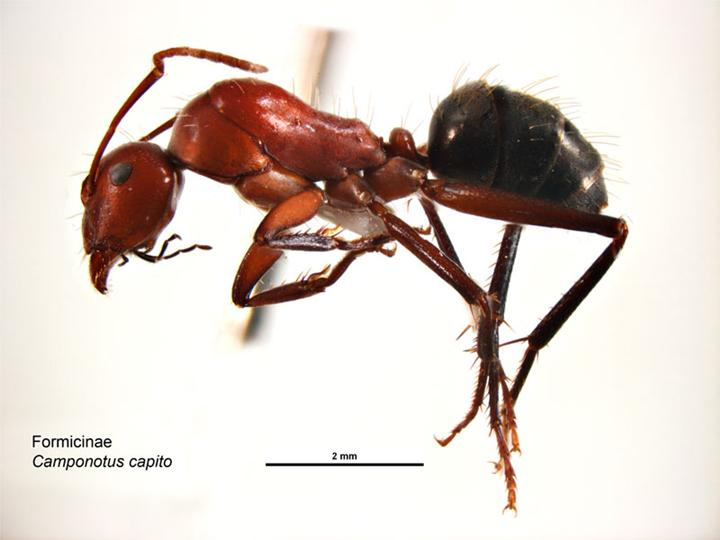